# Бахметівка
Бахме́тівка — село в Україні, у Нововодолазькій селищній громаді Харківського району Харківської області. Населення становить 161 осіб. До 2017 орган місцевого самоврядування — Староводолазька сільська рада.

## Географія
Село Бахметівка знаходиться на лівому березі річки Мжа в місці впадання в неї річки Черемушна, вище за течією на відстані 5 км розташоване село Федорівка, нижче за течією на відстані 6 км розташоване село Рокитне, на протилежному березі — село Стара Водолага. До села примикає великий лісовий масив урочище Бехметьєва (дуб).

## Історія
12 червня 2020 року, розпорядженням Кабінету Міністрів України № 725-р «Про визначення адміністративних центрів та затвердження територій територіальних громад Харківської області», увійшло до складу Нововодолазької селищної громади.
19 липня 2020 року, в результаті адміністративно-територіальної реформи та ліквідації Нововодолазького району, село увійшло до складу новоутвореного Харківського району.

## Економіка
- Молочно-товарна ферма.